# Pantoclis gaudens
Pantoclis gaudens är en stekelart som beskrevs av Nixon 1957. Pantoclis gaudens ingår i släktet Pantoclis, och familjen hyllhornsteklar. Arten är reproducerande i Sverige.